# Bécancour (Quebec)
Bécancour é uma cidade localizada na província de Quebec no Canadá.